# Mamaku Plateau
Das Mamaku Plateau ist eine Hochebene auf der Nordinsel Neuseelands. Die Ebene liegt westlich vom Lake Rotorua, nördlich vom Lake Taupō und unmittelbar südlich der Kaimai Range und kann damit als deren Fortsetzung angesehen werden. Die Kaimai Range selbst kann man wiederum als Ausläufer der Coromandel Peninsula ansehen. Die Berge enden im Süden mit dem Tal des Waikato River.
Der höchste Punkt des Plateaus erreicht über 600 m. Das Gebiet ist stark bewaldet. Der Kaimai-Mamaku State Forest und der Kinleith Forest bedecken große Teile der Region. Der Kaimai Mamaku Forest Park schützt 450 km² des Gebietes. Dieser Park ist mit Wegen ausgebaut und wird für Wanderungen, Camping un Jagd genutzt.
Die Wälder sind die natürliche südliche Verbreitungsgrenze von Kauri-Bäumen und die nördliche der Rotbuche und der Silberbuche in Neuseeland.